# Dvd-brander

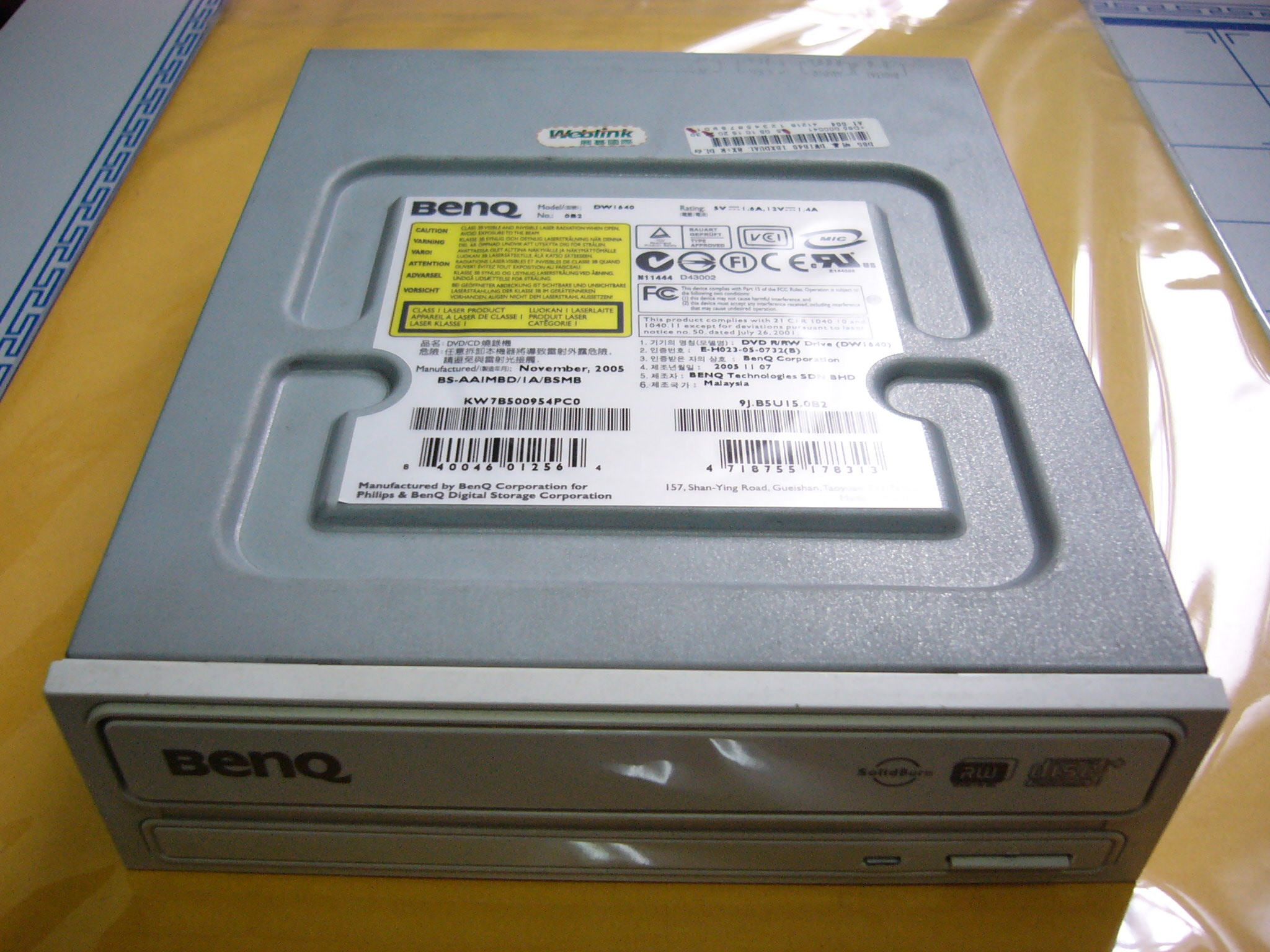
Een interne dvd-brander.

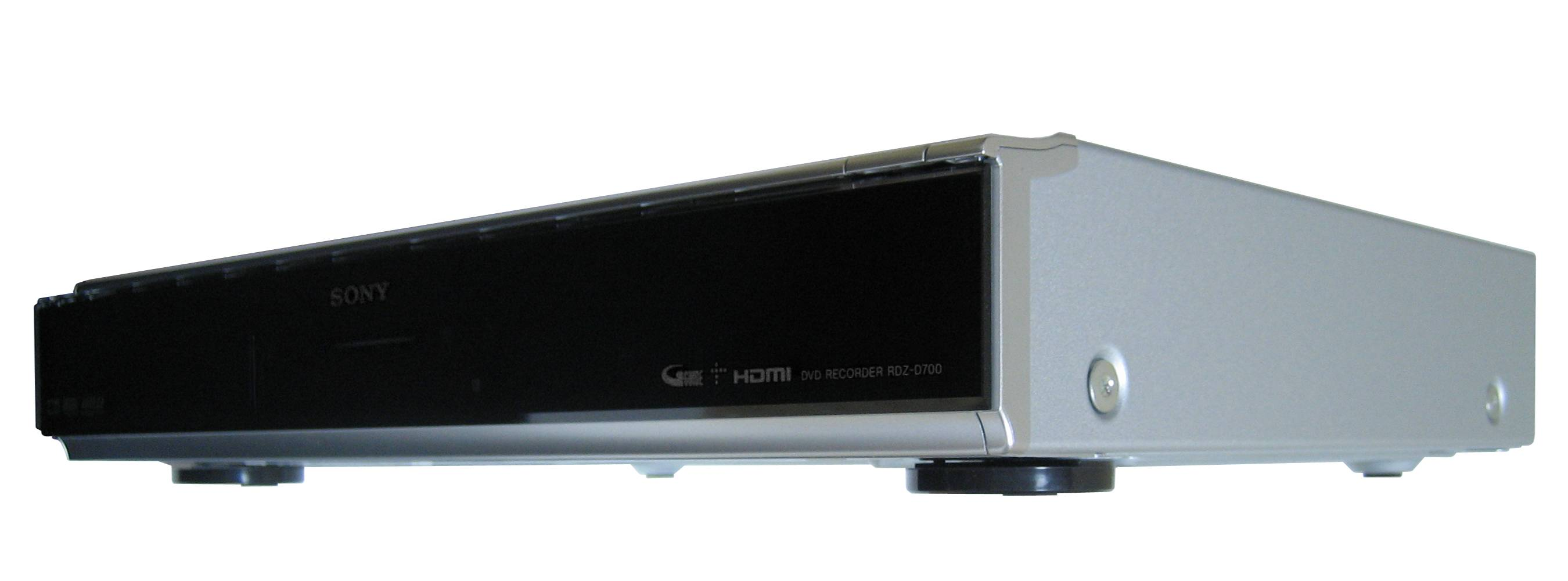
Een DVR met ingebouwde dvd-brander.

Een dvd-brander is een optische schijfeenheid waarmee informatie op een dvd gebrand kan worden. Tevens kunnen er dvd's mee gelezen worden, en in de meeste gevallen ook cd's. Veel dvd-branders zijn ook te gebruiken als cd-brander. De dvd-brander is opgevolgd door de blu-ray-brander die veelal ook cd's en dvd's kan branden.
Een dvd-brander wordt op de pc aangesloten en kwam op de markt als een intern of extern apparaat. Interne dvd-branders passen in een 5,25 inchsleuf en worden aangesloten met een PATA- of SATA-aansluiting, externe apparaten beschikken over een USB-stekker. Er zijn uitvoeringen met een cd-lade (tray-loading) of een sleufsysteem (slot-loading).
Dvd-branders worden voornamelijk gebruikt voor grote bestanden of grote hoeveelheden informatie, vanwege de grote opslagcapaciteit (tot 4,7 gigabyte). Met de komst van de dual-layer-dvd-brander, waarbij informatie tot een maximum van ongeveer 8,5 gigabyte in twee lagen op speciaal daarvoor geschikte dual-layer-dvd's kan worden gebrand, is de opslagcapaciteit verdubbeld.